# Aira
Genre
Classification phylogénétique
Le genre Aira regroupe des plantes herbacées de la famille des Poaceae (graminées). Il comprend quelques espèces des régions tempérées et froides.
Ces plantes sont souvent appelées des canches.
De nombreuses espèces rangées précédemment dans ce genre ont été reclassées dans les genres voisins Deschampsia et Koeleria.
Aira dérive d'un mot grec qui désignait une graminée.

## Principales espèces
Selon World Checklist of Selected Plant Families (WCSP) (29 nov. 2011) :
- Aira caryophyllea L. (1753)
- Aira cupaniana Guss. (1843)
- Aira elegantissima Schur (1853)
- Aira × hybrida Gaudich. (1811)
- Aira praecox L. (1753)
- Aira provincialis Jord., Mém. Acad. Sci. Lyon (1852)
- Aira scoparia Adamovic, Denkschr. Kaiserl. Akad. Wiss. (1904)
- Aira tenorei Guss. (1827)
- Aira uniaristata Cav. (1803)